# Biuletyn (wydawnictwo)
Biuletyn (fr. bulletin) – w terminologii prasoznawczej najczęściej małonakładowa periodyczna publikacja wewnętrzna różnych instytucji lub organizacji. Początkowo termin biuletyn oznaczał to samo co czasopismo. Słowo biuletyn w języku polskim stosowane jest od XVIII wieku.